# The Making of A Night at the Opera
The Making of A Night at the Opera è un DVD dei Queen, pubblicato nel marzo del 2006.
Il DVD, uscito in seguito al "30th Anniversary Collectors Edition" di A Night at the Opera, mostra le registrazioni e i "lavori in corso" del disco più costoso dell'epoca, con interviste ai componenti della band e ai produttori dell'album del 1975.
Il DVD è arrivato in 3ª posizione nella classifica britannica.